# Quartiere (film)
Quartiere è un film drammatico italiano del 1987 scritto e diretto da Silvano Agosti. Il film è stato presentato nella sezione principale della 44ª edizione della Mostra del Cinema di Venezia.

## Trama
Il film racconta quattro storie d’amore, ambientate nel quartiere romano di Prati, più una quinta che fa da tessuto connettivo.
Prima storia. Due sorelle, Alessandra e Paola, le quali, di ritorno da una prova d'orchestra (la prima è violoncellista), nella sera di S. Silvestro, vengono fermate da alcuni giovanotti che si offrono di accompagnarle a casa con la macchina. Incautamente esse accettano il passaggio e così incorrono in una sgradevole disavventura: Alessandra, la grande, infatti viene violentata dai giovani. Poi la ragazza perdonerà i suoi stupratori e accetterà di sposare uno di essi tra la gioia degli ignari genitori, di una stravagante zia e le molte perplessità della sorella minore.
Seconda storia. Due ragazzi, che si conoscono fin da piccoli e che da tempo non si vedono, si incontrano: uno è ricco, i suoi genitori sono in America, ha un raffinato e grande appartamento a sua disposizione; l'altro è povero, si chiama Giulio e sta per sposarsi con una certa Mara. Tra quest'ultimo e l'amico benestante si stabilisce un rapporto morboso: per il ragazzo che sta per convolare a nozze non è niente di importante, per l'altro invece si tratta di un sentimento molto profondo e, rendendosi conto che il rapporto non potrà avere seguito, medita il suicidio.
Terza storia. Nino, addetto al sipario in un teatro della città, viene abbandonato dalla moglie Lina senza spiegazioni. L'uomo allora, quasi inconsciamente ed affranto dal dolore, inizia a contemplare, prima in TV poi allo zoo, una splendida tigre reale con la sua grazia felina e la sua straordinaria energia. Arriva alla fine a rimanerne letteralmente affascinato, tanto che quando la moglie ricompare, lui non prova più per lei nessun sentimento.
Quarta storia. Nell'ultimo episodio un vecchio barbone di 72 anni, che vive mendicando, dorme in una vecchia macchina abbandonata. Dalla prima sera di nozze in cui la moglie gli confessò di avere già un figlio, il poveraccio non ha mal più avvicinato una donna. Finalmente trascorre una insperata e meravigliosa notte d'amore con la portinaia di uno stabile vicino alla sua "casa".
Finale. Non lontano, un elettricista inventore armeggia intorno ad un'antenna, con segreta speranza di captare la musica delle stelle.